# آلاباندیت
آلاباندیت (Alabandite) با ترکیب شیمیایی Mn+2S، کانیی است شکننده و ترد و کمیاب، این کانی به صورت دانه‌ای یا توده‌ای توسعه می‌یابد. برای یافتن این کانی باید: رومانی، بلغارستان، ترکیه، پرو، امریکا و آلمان غربی را جستجو کرد. این کانی دارای خاصیت مغناطیسی ضعیفی است و به راحتی ذوب می‌شود.